# Trąbki Małe (województwo pomorskie)
Trąbki Małe (niem. Klein Trampker, kaszb. Trąbczi Môłé) – wieś w Polsce położona w województwie pomorskim, w powiecie gdańskim, w  gminie Trąbki Wielkie. 
W latach 1975–1998 miejscowość administracyjnie należała do województwa gdańskiego.
Wieś stanowi sołectwo gminy Trąbki Wielkie.

## Historia
Pierwsze historyczne wzmianki o miejscowości Trąbki pochodzą z 31 lipca 1280, kiedy to książę Mściwoj II nadał wsie Trąbki, Kłodawa oraz Zła Wieś klasztorowi benedyktynów w Mogilnie. 1 maja 1336 w dokumentach po raz pierwszy pojawiła się nazwa Trampke Minor, świadcząca o wcześniejszym podziale Trąbek na dwie wsie. W 1570 do odprowadzania dziesięciny w zbożu zobowiązanych było 20 gospodarzy ze wsi. W tym czasie, poza Trąbkami Wielkimi i Małymi istniała również wieś Trąbki Średnie, w późniejszym okresie zanikła. W efekcie I rozbioru Polski w roku 1772 znalazła się na ziemiach zaboru pruskiego, przechodząc z rąk kościelnych na własność państwa pruskiego. W 1783 i 1789 na wyniszczone i zdewastowane tereny Trąbek Małych władze pruskie sprowadziły 18 rodzin z Wirtembergii.
Związani z miejscowością
- Władysław Kanka – działacz na rzecz społeczności lokalnej.